# Carlos Delfino
Carlos Delfino (Santa Fe, 29 d'agost de 1982) és un jugador de bàsquet argentí que jugà a l'NBA i a la Lliga argentina de bàsquet. Va participar en els Jocs Olímpics d'Estiu de 2004, 2008 i 2012.